# Johann Rudolf Wettstein (Philologe)

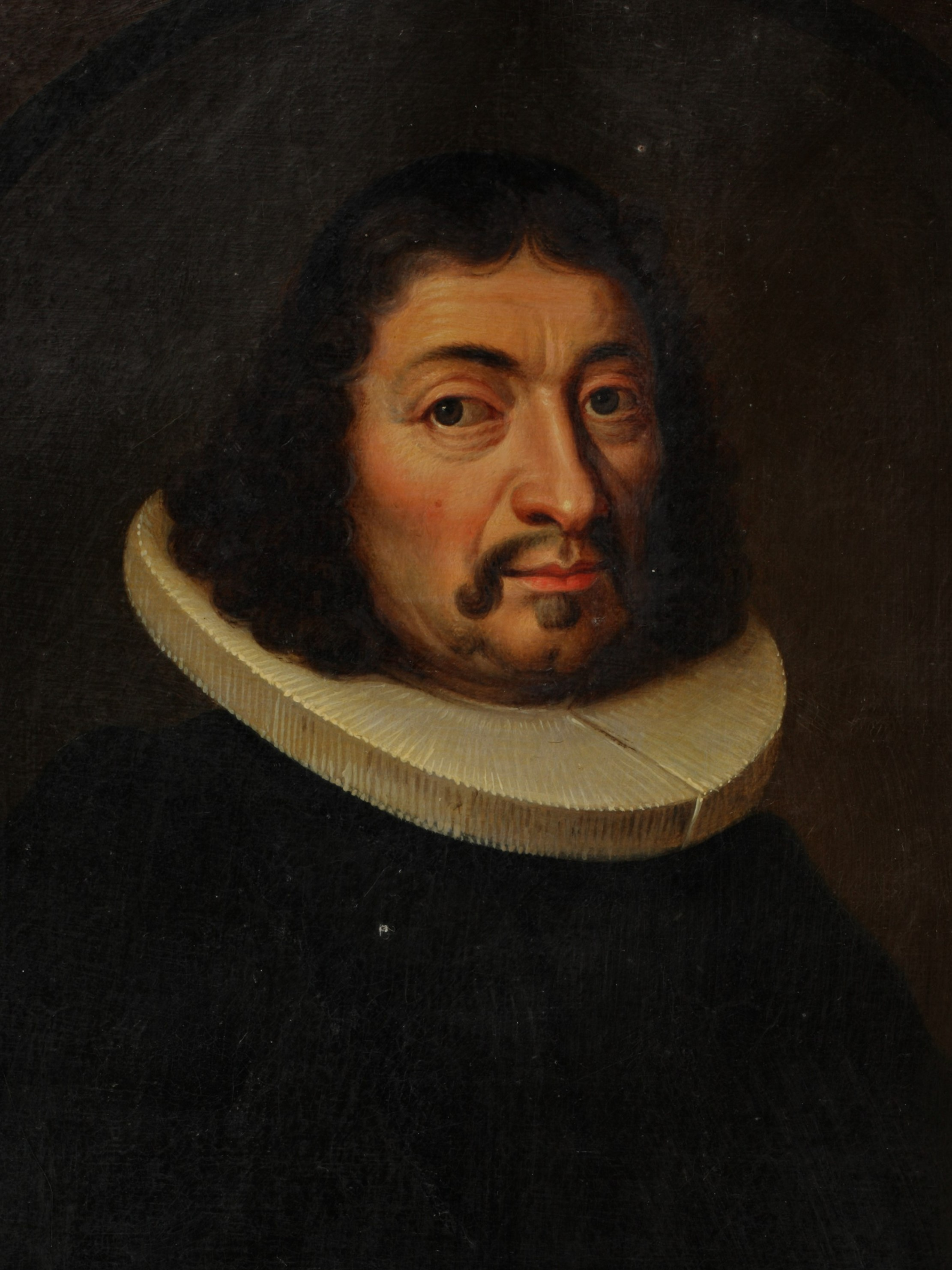
Johann Rudolf Wettstein (Philologe), 1689. Miniatur in der Rektoratsmatrikel der Universität Basel (Ausschnitt).

Johann Rudolf Wettstein (* 1. September 1647 in Basel; † 21. April 1711 ebenda) war ein Schweizer reformierter Theologe und Philologe.

## Leben
Wettstein war Sohn des Theologen Johann Rudolf Wettstein und Enkel des Politikers Johann Rudolf Wettstein. Für seine Ausbildung in den klassischen Sprachen ging er 1660 für zwei Jahre als Schüler Johann Caspar Schweizers nach Zürich. Anschliessend besuchte er die Universität Basel, an der er 1663 den Magistergrad im Bereich der Philologie erhielt. Danach widmete er sich dem Studium der Theologie bei Lukas Gernler, seinem Vater und Johannes Zwinger. Er schloss das Studium am 3. Juli 1668 als cand. theol. ab. Er begab sich von 1668 bis 1670 auf eine ausgedehnte Bildungsreise durch die Schweiz, Frankreich, England, die Niederlande sowie durch die deutschen Lande.
Wettstein wurde nach seiner Rückkehr 1670 in Basel als stellvertretender Dozent für Logik an der Hochschule aufgenommen. Zum 19. September 1673 erhielt er die Professur der Eloquenz und zum 1. April 1684 die Professur der griechischen Sprache. Am 2. Juni 1685 wurde er von der Basler Hochschule zum Dr. theol. promoviert und konnte dadurch an die Theologische Fakultät wechseln. Zum 10. Juli 1685 erhielt er die Professur für Dogmatik und Polemik. Am 15. September 1696 wechselte er auf den Lehrstuhl des Alten und am 5. Oktober 1703 auf den des Neuen Testaments. Er war in dieser Zeit 1689, 1701 und 1709 Rektor der Universität.  
Wettstein galt als vorzüglicher Gräzist. Seine Veröffentlichungen galten der griechischen Philologie, der Schweizer Geschichte und theologischen Fragen.

## Werke (Auswahl)
- Exhortatio ad Martyrium, Basel 1673.
- Origenes: Dialogos Kata Markiōnistōn, Bertsch, Basel 1674.
- Orationes IX de Linguae Gr. Pronunciatione, Basel 1676–1678.
- Diss. de fato scriptorum Homeri, Basel 1684.
- De accentuum Gr. antiquitate et usu, Basel 1685.